# Kurt Alois von Schuschnigg
Kurt Alois von Schuschnigg (Riva del Garda, 14 dicembre 1897 – Mutters, 18 novembre 1977) è stato un politico austriaco.
Esponente del Fronte Patriottico, è stato l'ultimo capo di governo che si oppose all'annessione dell'Austria alla Germania, ossia l'Anschluss, che comunque avvenne il 12 marzo 1938 grazie alle pesanti pressioni e minacce di Adolf Hitler e del Partito Nazista Austriaco.

## Biografia

### Gli inizi e la carriera politica
Nato da una famiglia nobile residente nel Tirolo meridionale (attuale Trentino), originaria di Radsberg vicino a Klagenfurt. Il cognome di origine slovene fu originalmente Šušnik. Suo padre Artur Schuschnigg (1865–1938) era ufficiale dell'esercito austriaco, sua madre Anna Wopfner (1872–1935), di una tradizionale famiglia borghese, era sorella dello storico Hermann Wopfner. Il fratello minore di Kurt sarà dopo la guerra il futuro storico dell'arte e radioamatore Artur Schuschnigg (1904-1990).
Nato e cresciuto a Riva del Garda, il giovane Kurt parlava perfettamente sia l'italiano sia il tedesco. Compì i propri studi ginnasiali a Feldkirch nel Vorarlberg, presso il prestigioso collegio gesuita Stella Matutina. Immediatamente dopo l'esame di maturità si arruolò volontario nell'Imperiale e regio esercito e partecipò alla prima guerra mondiale. Ottenne il grado di luogotenente e partecipò tra le altre alla sesta battaglia dell'Isonzo. Fatto prigioniero dagli italiani, poté rientrare in Austria solamente nel settembre del 1919. Intraprese un percorso di studi universitari in ambito giuridico, aprendo uno studio legale ad Innsbruck nel 1924. Parallelamente venne coinvolto nelle attività del Partito Cristiano-Sociale. Nel 1927 era il più giovane membro del Nationalrat. Nel 1926 sposò Herma Masera, figlia di Josef Masera, di Bolzano; dal matrimonio sarebbe nato un figlio, Kurt (1926-2018).
Divenne ministro della giustizia (dal 1932 al 1934) nel governo di Engelbert Dollfuss, ucciso dai nazisti austriaci su ordine di quelli tedeschi il 25 luglio 1934, al quale successe alla sua morte nel 1934, restando cancelliere fino al 1938. Precedentemente aveva fondato il gruppo paramilitare Ostmärkische Sturmscharen, di tendenze anticomuniste.
Il suo governo, come quello del suo predecessore Dollfuss, fu reazionario, alleato all'Italia di Mussolini, e fortemente repressivo verso i partiti di sinistra, oltre che sottilmente antisemita; fu però molto avverso ad Hitler, e desideroso di conservare l'indipendenza dell'Austria.

### Il dramma dell'invasione tedesca
Dopo la rimilitarizzazione tedesca della Renania (7 marzo 1936), Schuschnigg cominciò a preoccuparsi per la sempre maggior invadenza della Germania e scese a patti con Hitler. L'11 luglio 1936 fu sottoscritto un trattato fra Germania ed Austria con il quale la prima si impegnava a non interferire negli affari interni della seconda, ma al trattato erano allegate alcune clausole segrete con le quali l'Austria si impegnava ad amnistiare gli autori del tentativo di colpo di Stato nel quale era rimasto ucciso Dollfuß ed a inserire nel proprio governo esponenti del partito filonazista austriaco, impegno che egli cercò di differire il più possibile.
Convocato il 12 febbraio 1938 a Berchtesgaden, nella residenza montana di Hitler in Baviera, Schuschnigg si sentì imporre dal dittatore tedesco, pena l'occupazione militare dell'Austria da parte della Germania nazista, l'inserimento di tre filonazisti nel governo austriaco, Gleise-Hortenau alla Guerra, Fischböck alle Finanze e Arthur Seyss-Inquart agli Affari interni. Inoltre doveva essere revocato il divieto di ricostituzione del Partito Nazista Austriaco. Si trattava di un vero e proprio ultimatum e Schuschnigg firmò le condizioni (La formula fu "un perfezionamento del trattato dell'11 luglio 1936" e Hitler concesse a Schuschnigg non più di quattro giorni di tempo per l'attuazione delle misure "concordate").
Costretto dagli eventi e con il consenso obtorto collo del presidente austriaco Wilhelm Miklas, Schuschnigg annunciò l'amnistia ai rivoltosi nazisti del 1934 ed il rimpasto di governo con l'ingresso dei tre ministri indicatigli da Hitler. Il 20 febbraio successivo Hitler dichiarava alla radio che i popoli di lingua tedesca non potevano rimanere a lungo separati dal popolo tedesco della Germania (il riferimento ad Austria ed a parte della Cecoslovacchia era evidente). Quattro giorni dopo Schuschnigg dichiarò al Parlamento austriaco che non avrebbe concesso altro alla Germania e che l'Austria sarebbe rimasta un paese libero ed indipendente. A tale discorso fecero eco violente manifestazioni di filonazisti austriaci in tutto il Paese.
Schuschnigg si rivolse allora agli operai ed ai simpatizzanti del partito socialdemocratico, già soppresso dal suo defunto predecessore. L'appello non rimase inascoltato e il cancelliere tentò quindi ai primi di marzo una carta disperata: indire un referendum nel quale il popolo austriaco si esprimesse sull'intendimento che l'Austria dovesse rimanere un paese libero ed indipendente oppure no, il che fece infuriare Hitler. Il plebiscito, che fu annunciato il mercoledì 9 marzo, avrebbe dovuto svolgersi la domenica 13 marzo. Schuschnigg si era anche rivolto a Mussolini ma questi gli aveva risposto che il plebiscito sarebbe stato un errore e che conveniva attendere ancora.
Intanto Hitler era deciso ad occupare il paese. Verificato tramite il suo inviato speciale a Roma, il principe Filippo d'Assia, che Mussolini non sarebbe intervenuto a favore dell'Austria in nessun caso, Hitler diede ordine di dar corso all'intervento militare tedesco, già studiato e preparato con il nome in codice Operation Otto. Le pressioni naziste sul presidente Miklas e su Schuschnigg, effettuate tramite i ministri nazisti Glaise-Horstenau e Seyß-Inquart divennero pesanti ed i due decisero, nel primo pomeriggio del venerdì 11 marzo, di revocare il referendum. A questo punto Hitler alzò la posta: pretese le dimissioni di Schuschnigg e la nomina a cancelliere di Seyß-Inquart, il quale avrebbe dovuto poi richiedere l'intervento armato tedesco quale aiuto per sedare i disordini. Schuschnigg si dimise per evitare spargimenti di sangue. Il presidente Miklas però si rifiutò fino all'ultimo di nominare cancelliere Seyß-Inquart, ma dovette cedere e due giorni dopo si dimise pure lui: le sue funzioni furono assunte dal nuovo cancelliere filonazista.

### La cattività in mano nazista
Dopo le dimissioni Schuschnigg, che aveva tentato invano la via dell'esilio, fu imprigionato dai nazisti nella sua casa per diciassette mesi, ove fu tormentato dalle SS, sia fisicamente sia moralmente, per essere poi inviato nel campo di concentramento di Dachau prima ed in quello di Sachsenhausen poi. Come rammenta nel suo libro Austrian Requiem, gli fu permesso durante questo periodo di sposarsi per procura, cosa che avvenne a Vienna il 1º giugno 1938.
Trasferito nell'aprile del 1945 in Alto Adige, presso il lago di Braies in Val Pusteria, non lontano dal paese di Villabassa, fu uno degli ostaggi delle SS in Alto Adige, le quali se ne servirono per trattare la resa con gli Alleati. Fu liberato dalle truppe americane il 5 maggio dello stesso anno.

### Negli USA e ritorno
Nel 1947, al termine della seconda guerra mondiale, si trasferì negli USA, dove divenne professore di scienze politiche e di diritto internazionale presso la Saint Louis University nel Missouri a partire dal 1948. Nel 1968 tornò nella nazione natìa, e qui aderì al Partito Popolare (ÖVP).

## Matrimoni e figli
Schuschnigg si sposò due volte. La prima nel 1925 con Herma Masera, dalla quale ebbe il figlio Kurt (1926-2018); Herma morì nei pressi di Pichling, vicino a Linz, il 13 luglio 1935 a causa di un incidente d'auto. Nel 1938 sposò la ricca contessa Vera Czernin von Chudenitz che aveva aiutato dal divorzio con il conte Leopold Heinrich Fugger von Babenhausen, dalla quale ebbe poi una figlia.